# 우메도이정
우메도이정(梅戸井町)은 미에현 이나베군에 있던 촌이다. 현재의 이나베시에 해당한다.

## 역사
- 1889년 4월 1일 - 정촌제 시행에 의해 이나베군 우메도이촌이 성립하였다.
- 1954년 10월 28일 - 정으로 승격해 우메도이정이 되었다.
- 1959년 4월 20일 - 미사토촌과 합병해, 다이안정이 발족, 동일 우메도이정은 폐지되었다.

## 교통

### 철도
- 산기철도
  - 산기선
- 미에교통
  - 호쿠세이선 (현 산기 철도 호쿠세이선)

## 참고문헌
- 角川日本地名大辞典 24 三重県